# چاد لو
چاد لووی (انگلیسی: Chad Lowe؛ زادهٔ ۱۵ ژانویهٔ ۱۹۶۸) یک تهیه‌کننده، بازیگر سینما، کارگردان، و هنرپیشه اهل ایالات متحده آمریکا است. وی از سال ۱۹۸۴ میلادی تاکنون مشغول فعالیت بوده‌است.
از فیلم‌ها یا برنامه‌های تلویزیونی که وی در آن نقش داشته است می‌توان به بی‌وفا، سکوت قلب، روزهای آرام در هالیوود، بلوز آکسفورد و هیچ‌کس کامل نیست اشاره کرد.